# Aquila quaternione

Aquila quaternione di Jost de Negker, immagine vettoriale.

L'aquila quaternione (in tedesco: Quaternionenadler) è una raffigurazione allegorica di un'aquila bicipite, sulle cui piume alari sono illustrati a gruppi di quattro gli scudi dei membri (stati imperiali) del Sacro Romano Impero.

## Simbolismo
L'aquila bicipite divenne l'animale araldico del Sacro Romano Impero sotto Sigismondo di Lussemburgo nel 1433. Da allora fu impiegato come animale araldico dell'impero. Sulle piume alari dell'aquila quaternione sono raffigurati gli stemmi dei membri dell'impero a gruppi di quattro, dai cosiddetti quaternioni della costituzione imperiale (in tedesco: Quaternionen der Reichsverfassung, dal latino quaterniō "gruppo di quattro soldati"), che era una rappresentazione convenzionale degli stati imperiali del Sacro Romano Impero che si affermò nel XV secolo ed divenne estremamente diffusa durante il XVI secolo.
L'aquila stessa simboleggia l'impero nel suo insieme, in cui i diversi membri si trovavano integrati. Questa rappresentazione tuttavia aveva poco a che fare con l'effettiva composizione delle proprietà imperiali, poiché la scelta dello stemma fu relativamente arbitraria o serviva gli interessi particolari del committente di van Beeck. Questa rappresentazione esprime la crescente sicurezza delle realtà urbane a scapito degli altri territori.

### Quaternioni

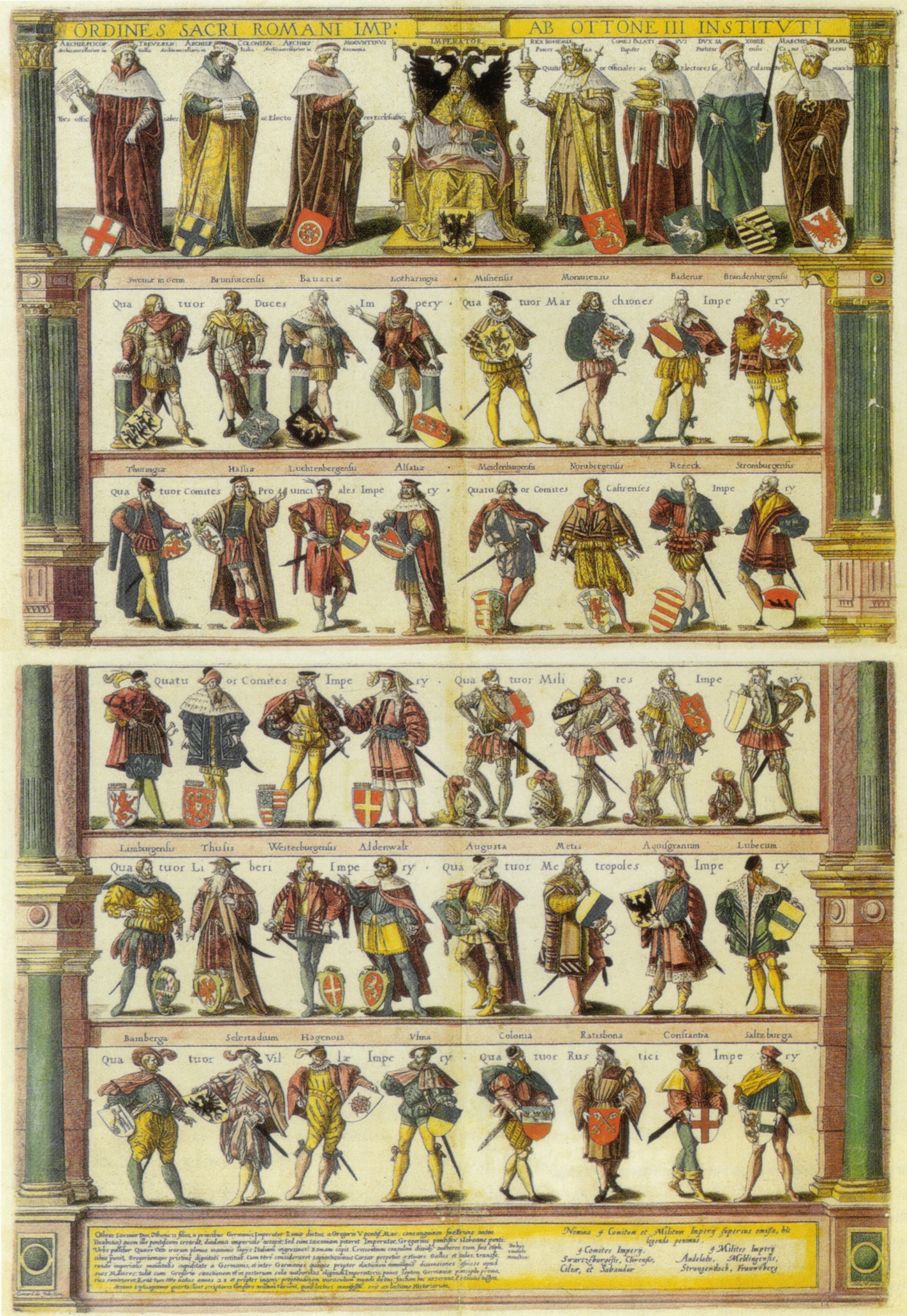
Anton III Wierix, Ordines Sacri Romani Imperii, 1606

Sempre sotto l'imperatore Sigismondo si diffuse una raffigurazione iconografica dell'Impero articolato in dieci ceti, ognuno dei quali rappresentato da quattro figure (i quaternioni, appunto). Essi erano, in ordine: duchi, margravi, langravi, burgravi, conti, nobili, cavalieri, città, villaggi e contadini.

### Reichsadlerhumpen
La rappresentazione dell'aquila imperiale ha goduto di grande popolarità in tutto l'impero ed è stata sempre raffigurata sulla "coppa dell'aquila imperiale" (in tedesco: Reichsadlerhumpen o Adlerglas, "bicchiere dell'aquila") popolare nei tempi moderni.

## Galleria d'immagini

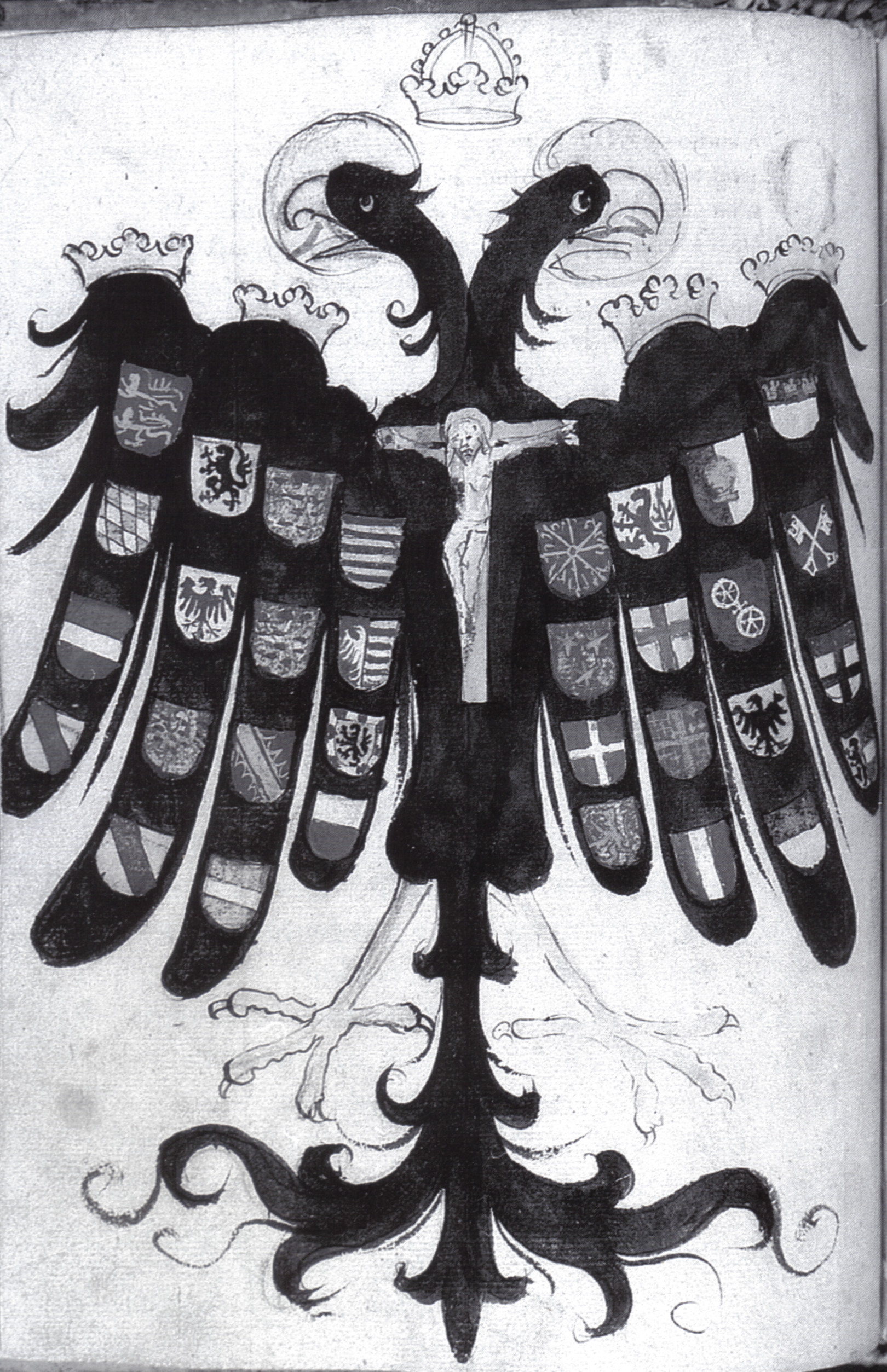
Aquila quaternione di Heinrich van Beeck.
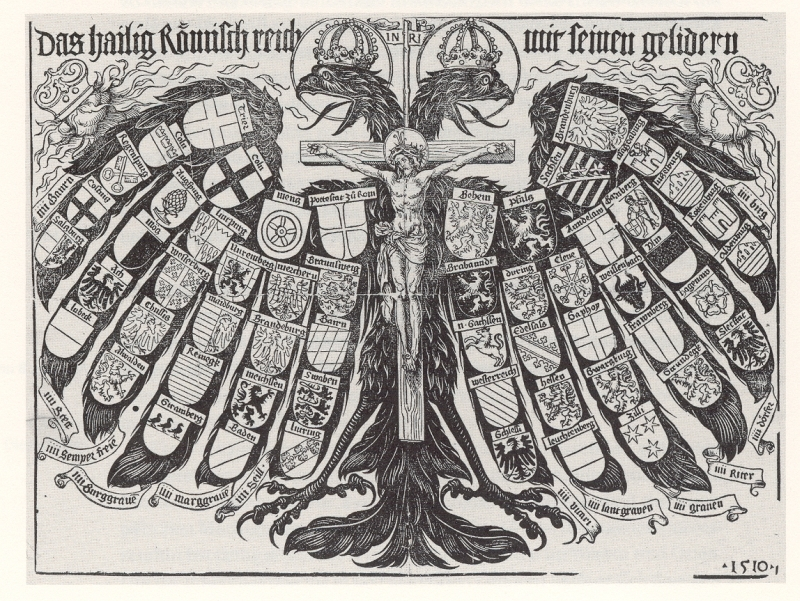
Disegno per una xilografia di Hans Burgkmair dal 1510.
Illustrazione a colori di Jost de Negker basata sul disegno di Burgkmair, 1510.
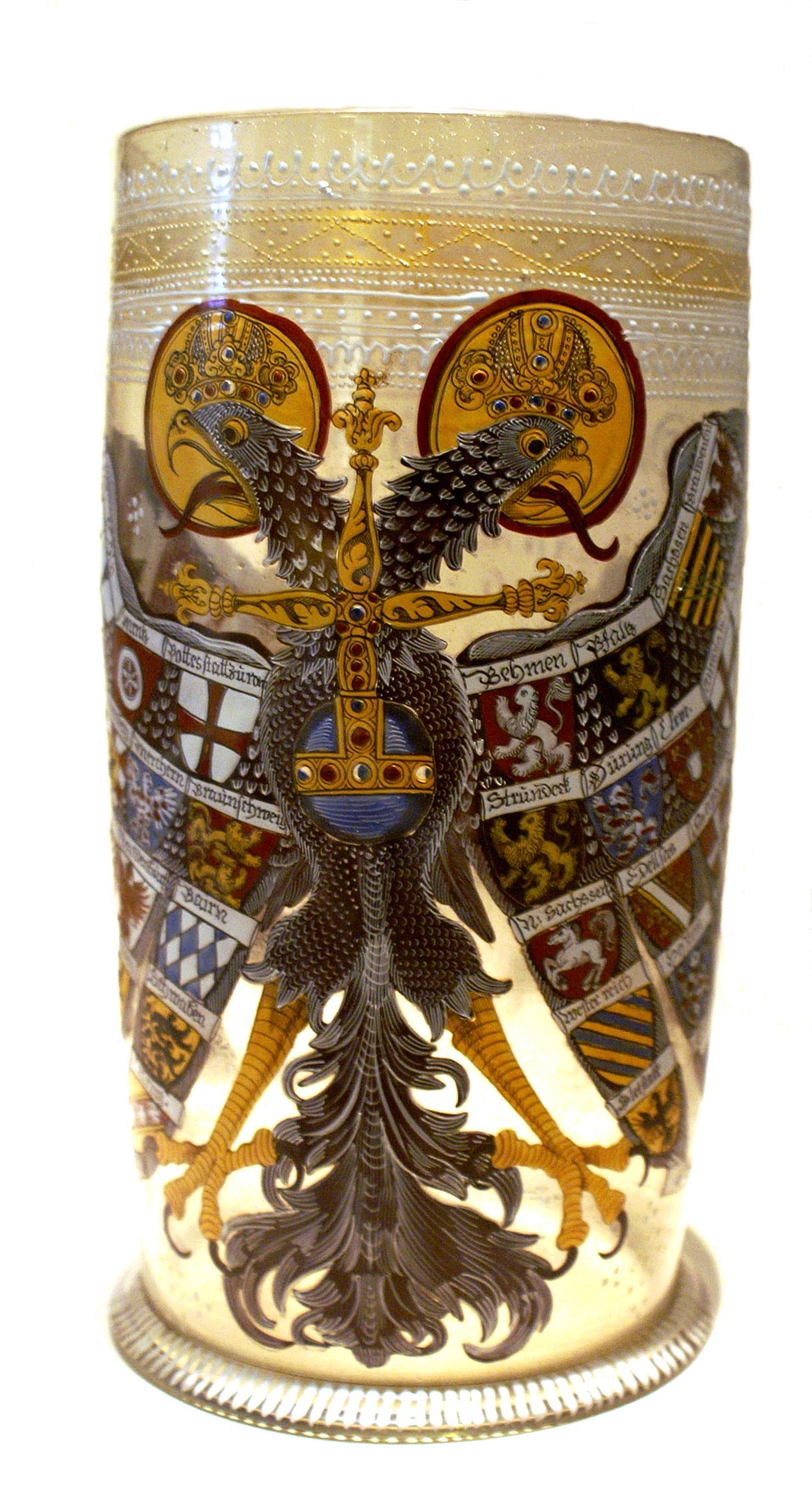
Bicchiere con l'aquila quaternione, Deutsches Historisches Museum, Berlino, 1615.